# Heinz Klose
Heinz Klose (* 25. August 1928 in Düsseldorf; † 24. Februar 2005) war ein deutscher Fußballspieler.

## Karriere
Klose gehörte Fortuna Düsseldorf als Torwart an und bestritt von 1950 bis 1959 in der Oberliga West 101 Punktspiele. Bevor er zu den Fortunen gewechselt war, hatte er bei TuRU Düsseldorf in der Saison 1949/50 alle 30 Ligaspiele in der 2. Liga West absolviert. Mit der Mannschaft vom Flinger Broich als (Wieder)Aufsteiger in die Saison gegangen, konnte die Klasse als Fünftplatzierter gehalten werden, wie auch in der Folgesaison, allerdings als 12. und nur aufgrund des besseren Torquotienten gegenüber STV Horst-Emscher. Da mit Kloses Wechsel zur Fortuna auch Toni Turek bei den Fortunen gelandet war, stand er in den ersten Jahren im Schatten des späteren Weltmeistertorhüters des Jahres 1954. Das beste Ergebnis mit seiner Mannschaft erzielte er in seiner letzten Saison als Drittplatzierter. Er hatte dabei mit 27 Einsätzen klar die Position des Stammtorhüters inne, Albert Görtz vertrat ihn in drei Spielen. Die erstmalige Teilnahme an der Endrunde um die Deutsche Meisterschaft blieb ihm und seinen Mitspielern versagt, da der punktgleiche, aber im Torquotienten bessere 1. FC Köln in diese einzog.
Während seiner Vereinszugehörigkeit kam er auch im DFB-Pokal-Wettbewerb zum Einsatz; zunächst im 1956er-Halbfinale bei der 1:2-Niederlage gegen den Hamburger SV, im 1958er-Halbfinale beim 2:1-Sieg über den SC Tasmania 1900 Berlin und anschließend am 16. November in Kassel im  Endspiel gegen den VfB Stuttgart, das nach dramatischem Verlauf mit 3:4 nach Verlängerung gegen die Schwaben verloren wurde; da nutzte es auch nichts, dass er den von Rolf Blessing in der 15. Minute getretenen Strafstoß, der die 1:0-Führung bedeutet hätte, abwehren konnte.
Zur Saison 1959/60 schloss Klose sich dem Bonner FV in der 2. Liga West an. Er belegte in seiner Debütsaison in Bonn mit dem FV den 4. Rang und hatte dabei 28 Ligaspiele bestritten. In den folgenden zwei Runden fehlte er in keinem der 60 Zweitligaspiele. Im Sommer 1962 beendete er den höherklassigen Fußball.

## Erfolge
- DFB-Pokal-Finalist 1958